# Neuer Israelitischer Friedhof (München)

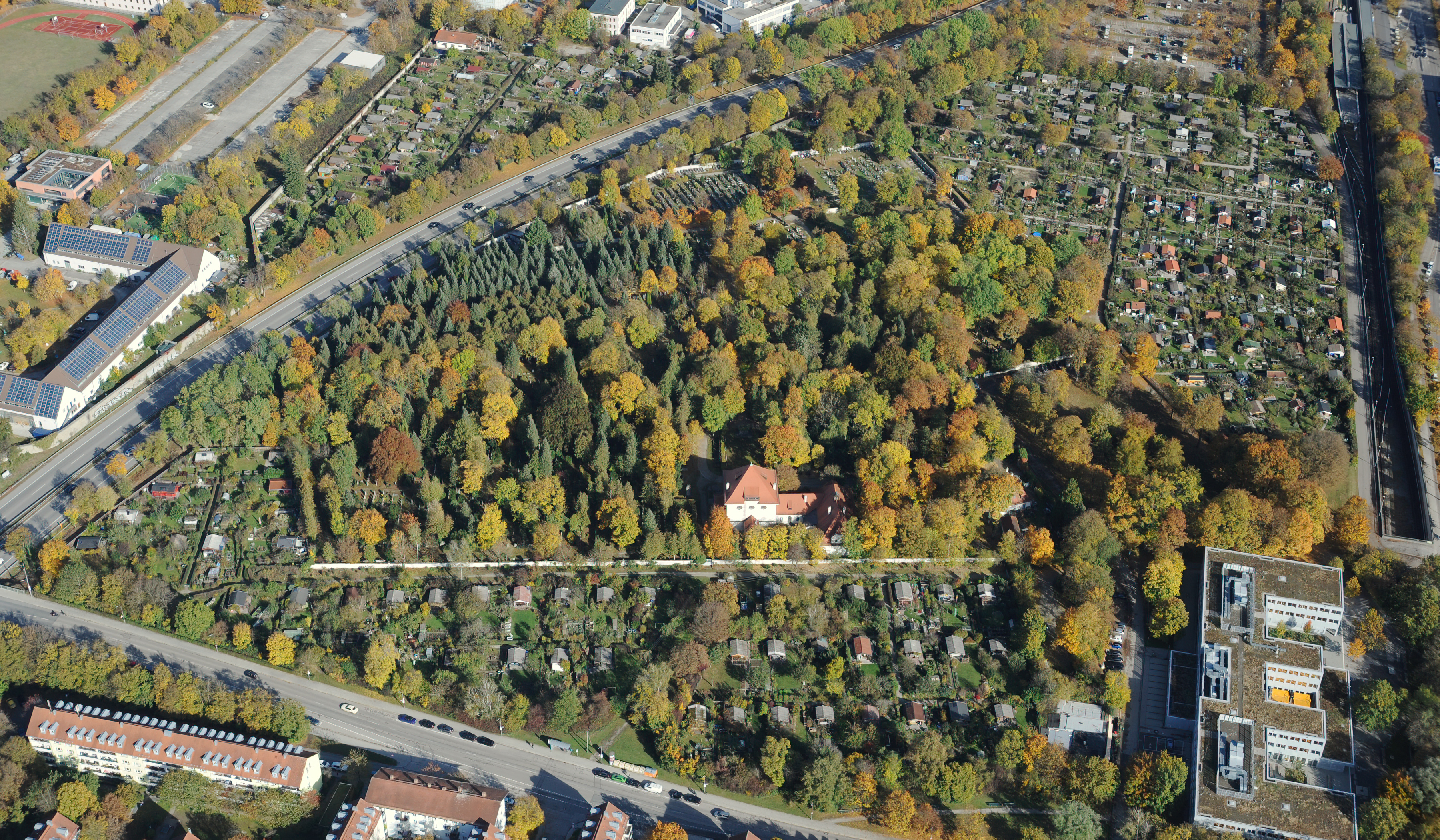
Der Neue Israelitische Friedhof von Süden aus der Luft gesehen

Der Neue Israelitische Friedhof ist eine bedeutende jüdische Begräbnisstätte in München und liegt im Stadtbezirk 12 Schwabing-Freimann im Bezirksteil 3 Alte Heide-Hirschau. Er wurde 1908 eröffnet und ist derzeit der einzige noch in Nutzung befindliche jüdische Friedhof in München.

## Geschichte
Nachdem sich in den 1880er Jahren abgezeichnet hatte, dass die Kapazität des Alten Israelitischen Friedhofs nicht mehr ausreichte, wurde der Neue Israelitische Friedhof ab 1904 von Hans Grässel geplant und 1908 nach der Schließung der alten Anlage eröffnet.
Ab 1923 verwalteten die evangelischen Eheleute Karl und Katharina Schörghofer den Friedhof und wohnten dort mit ihren Kindern. Nach der Einführung der nationalsozialistischen Nürnberger Gesetze ab 1935 versteckten sie vor dem Zugriff der Behörden Grabsteine und Kultgegenstände sowie auch sieben Juden, von denen zwei entdeckt und deportiert wurden. Die anderen fünf konnten entkommen; einer unter ihnen wurde später erneut von den Schörghofers versteckt, diesmal bis Kriegsende. Die Eheleute Schörghofer und ihre Kinder wurden für ihren Einsatz von Yad Vashem als Gerechte unter den Völkern ausgezeichnet.
Nach Jahren der Missachtung und Zweckentfremdung zum Gemüseanbau wurde der Friedhof in den späten 1940er Jahren renoviert, erneut ab 1989.

## Anlage

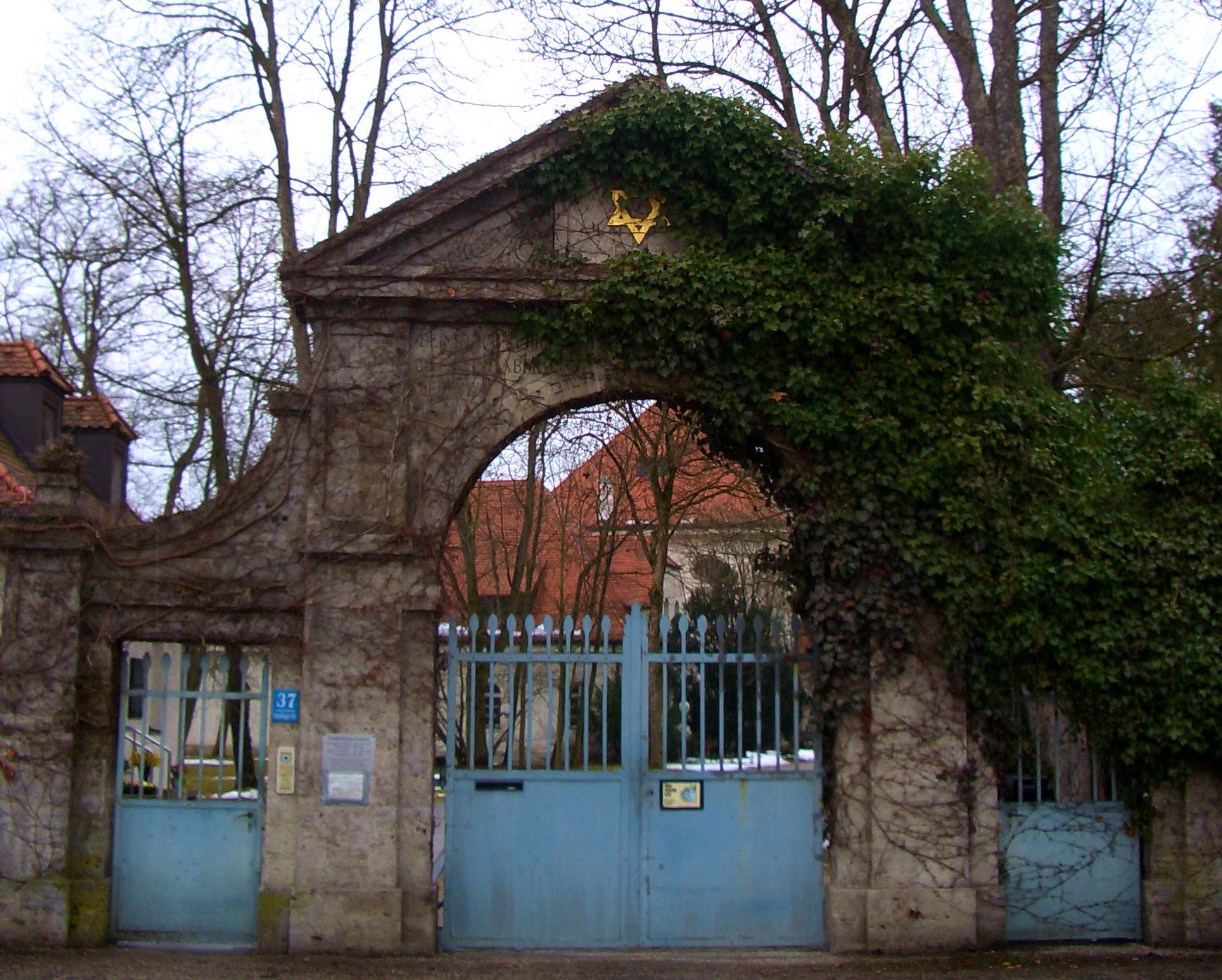
Friedhofseingang
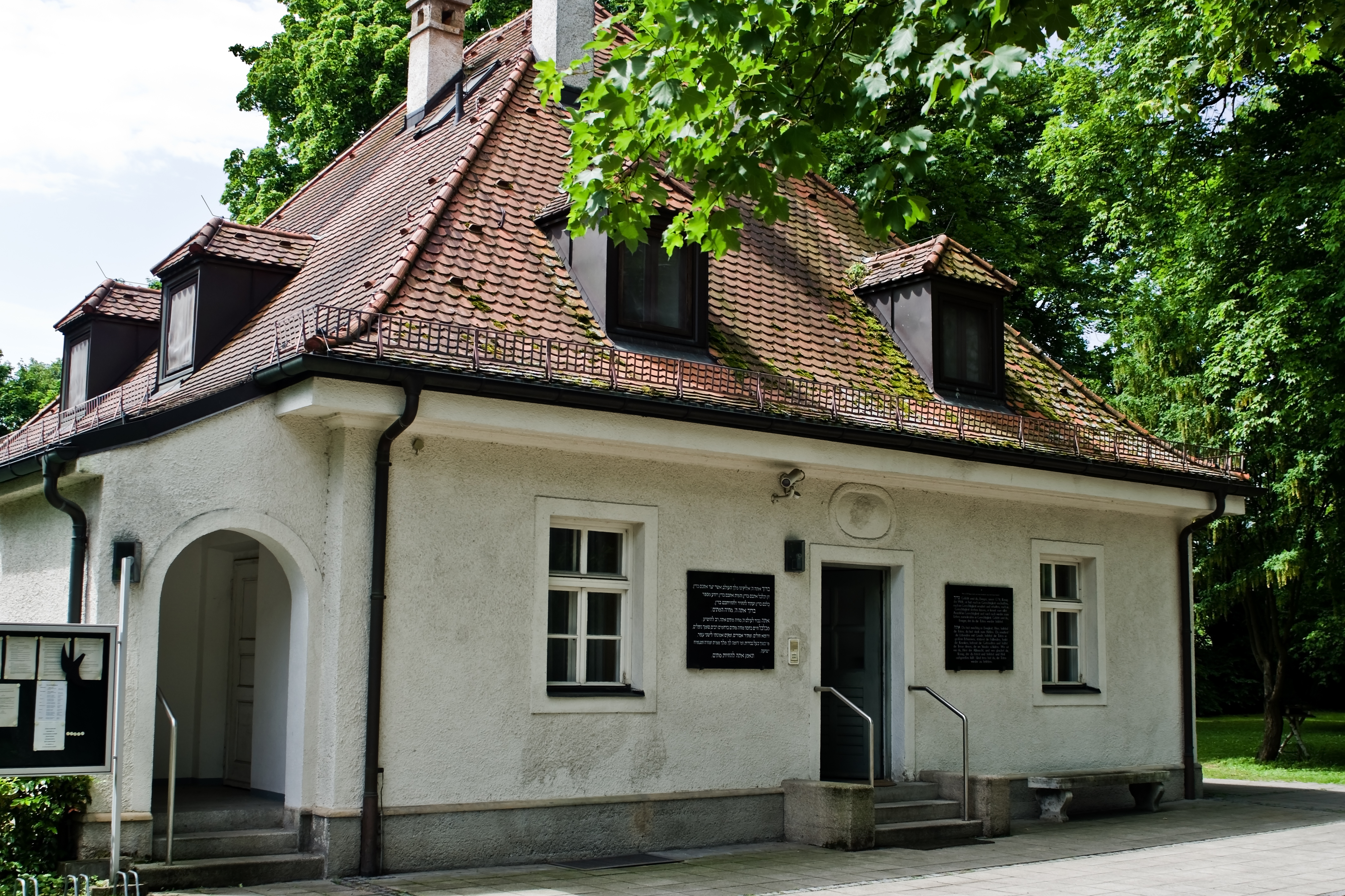
Friedhofswärterhaus
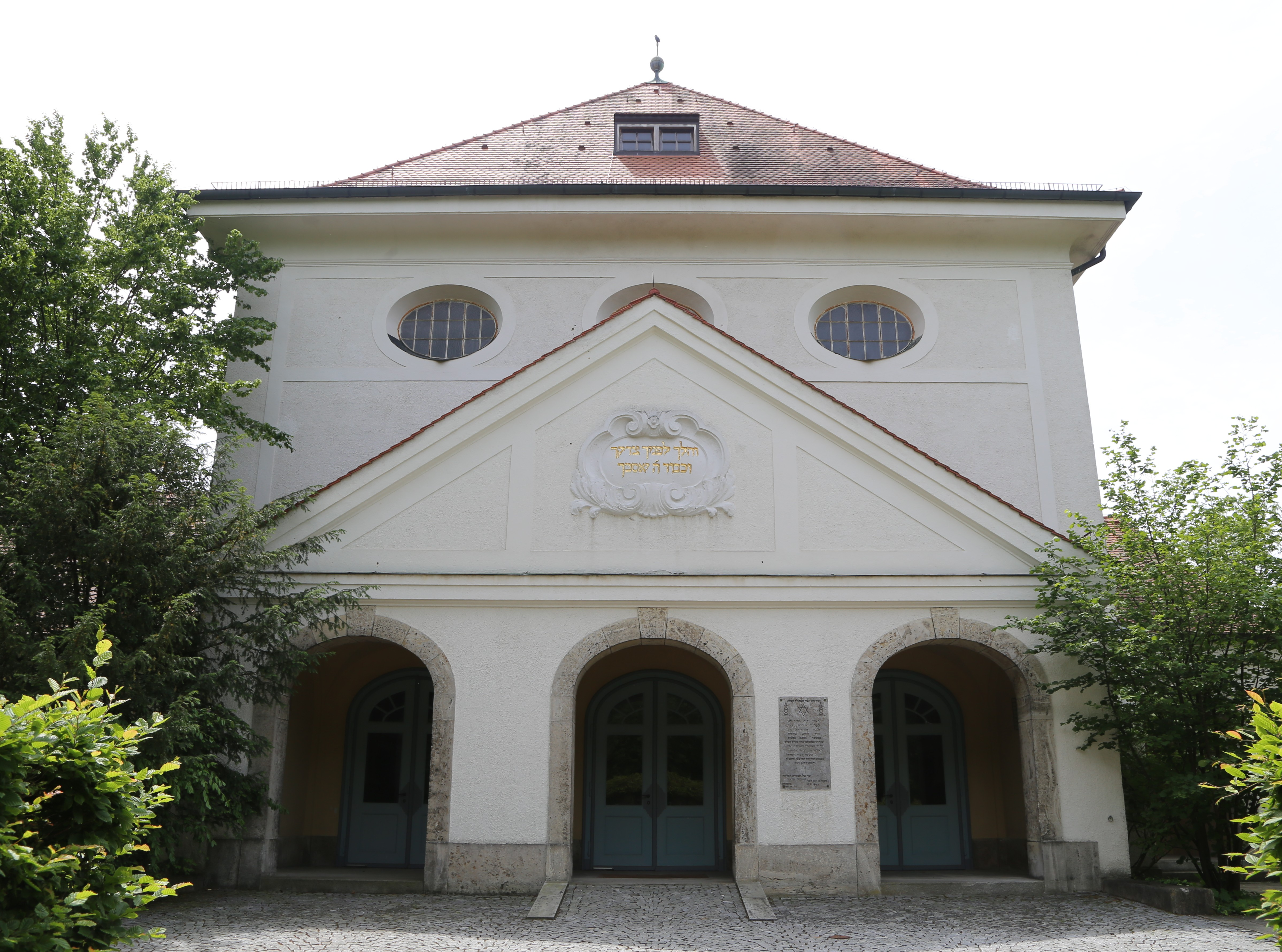
Außenansicht Beit Tefilah (Haus des Gebets)
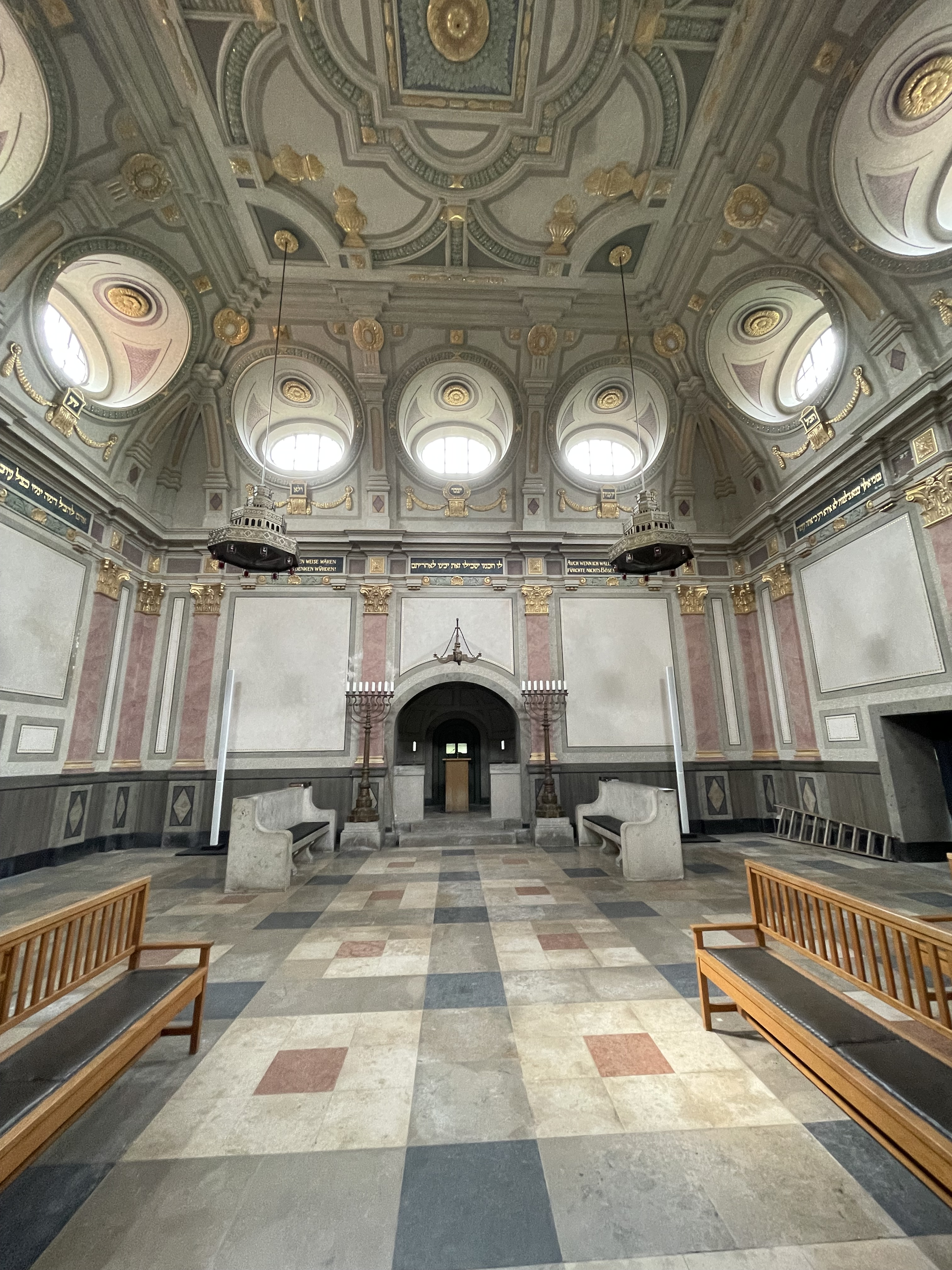
Innenansicht Beit Tefilah (Haus des Gebets)
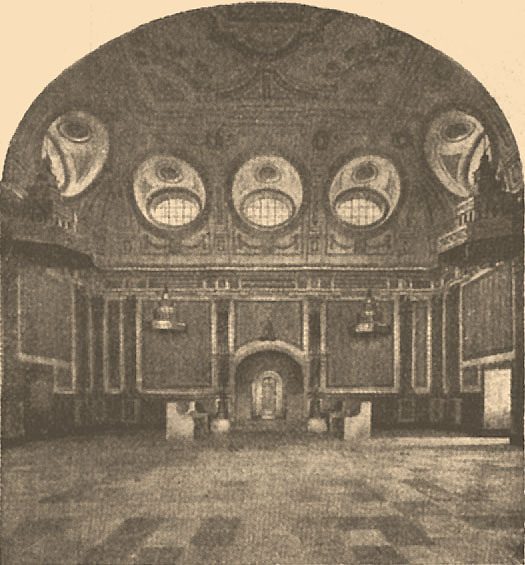
Historische Innenansicht Beit Tefilah (Haus des Gebets)
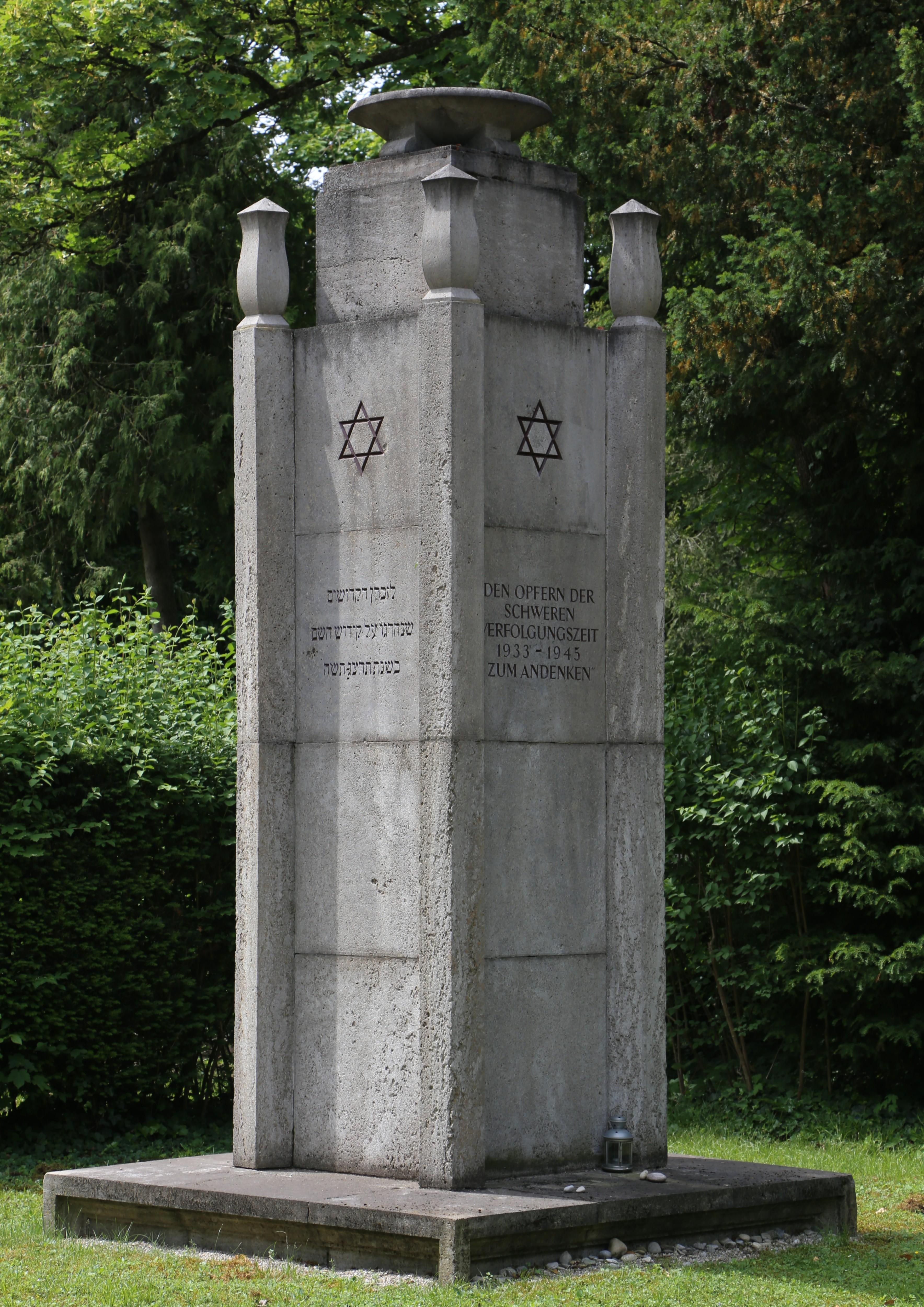
Gedenkstein für die Opfer des Nationalsozialismus und der Schoa in den Jahren 1933–1945
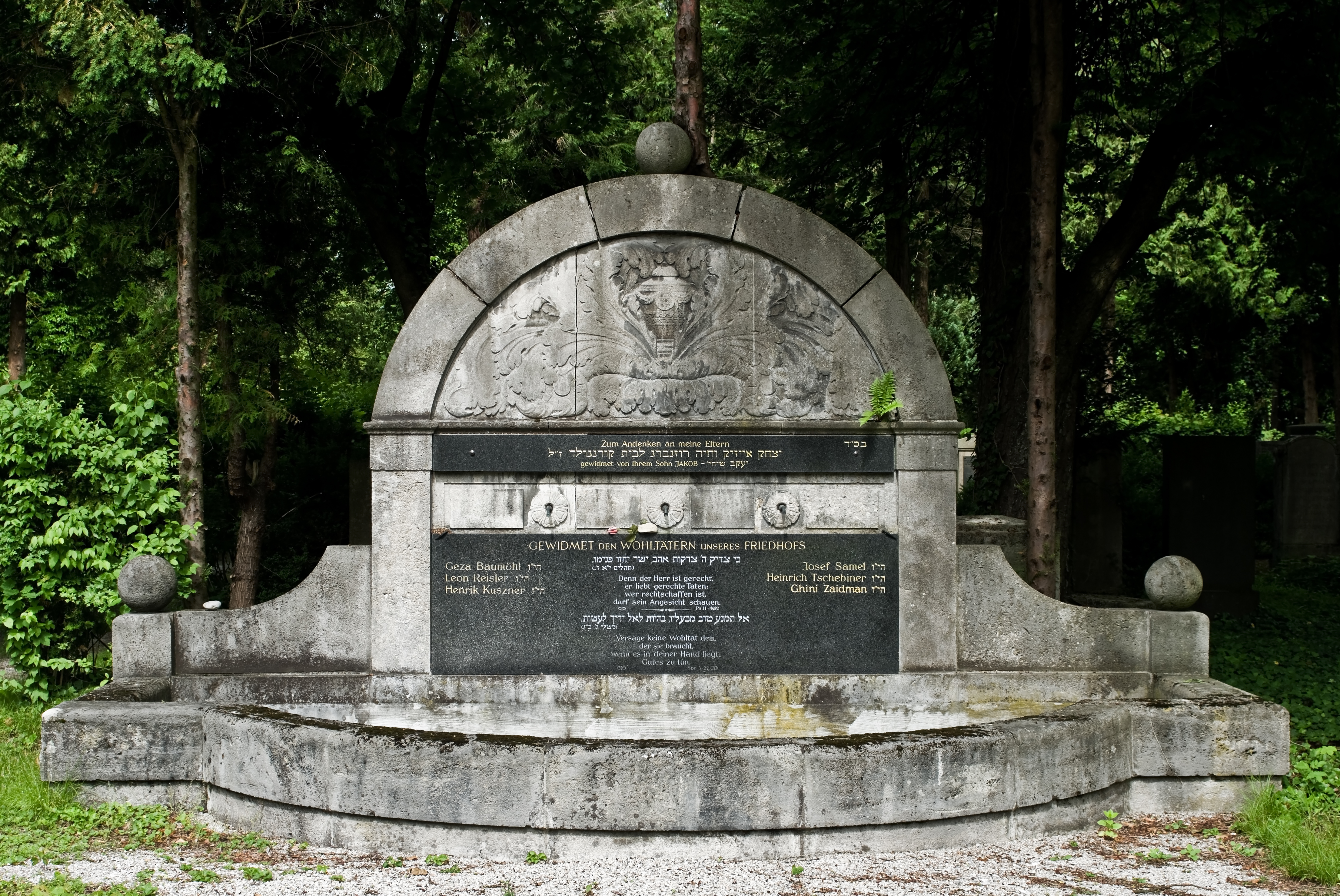
Ehrenmal für die Wohltäter des Neuen Israelitischen Friedhofs München

Der Friedhof mit über fünf Hektar Fläche ist in der Art eines Waldfriedhofs konzipiert. Er ist von einer etwa 2,5 Meter hohen Mauer umgeben. Am Eingang im Osten steht das quadratische Pförtnerhaus, weiter westlich gelegen sind Aussegnungshalle und Leichenhaus. Der Friedhof ist für ungefähr 10.000 Gräber ausgelegt, derzeit bestehen etwa 7.500 Gräber. Ein Denkmal erinnert an die Opfer der Verfolgungen während der nationalsozialistischen Diktatur 1933 bis 1945, ein weiteres an die Gefallenen des Ersten Weltkriegs.

## Gräber bekannter Persönlichkeiten

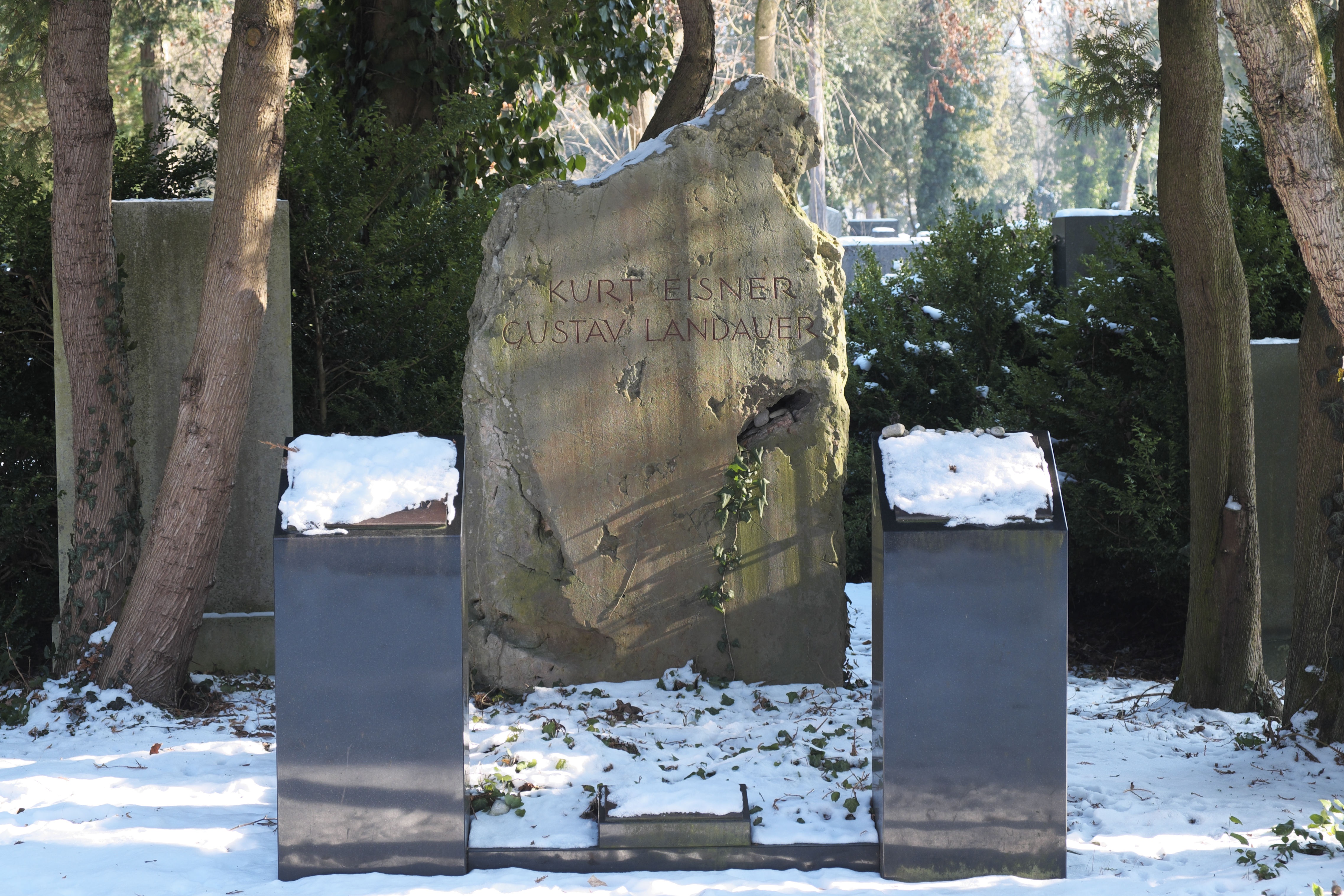
Grabstätte von Kurt Eisner (1867–1919) und Gustav Landauer (1870–1919)
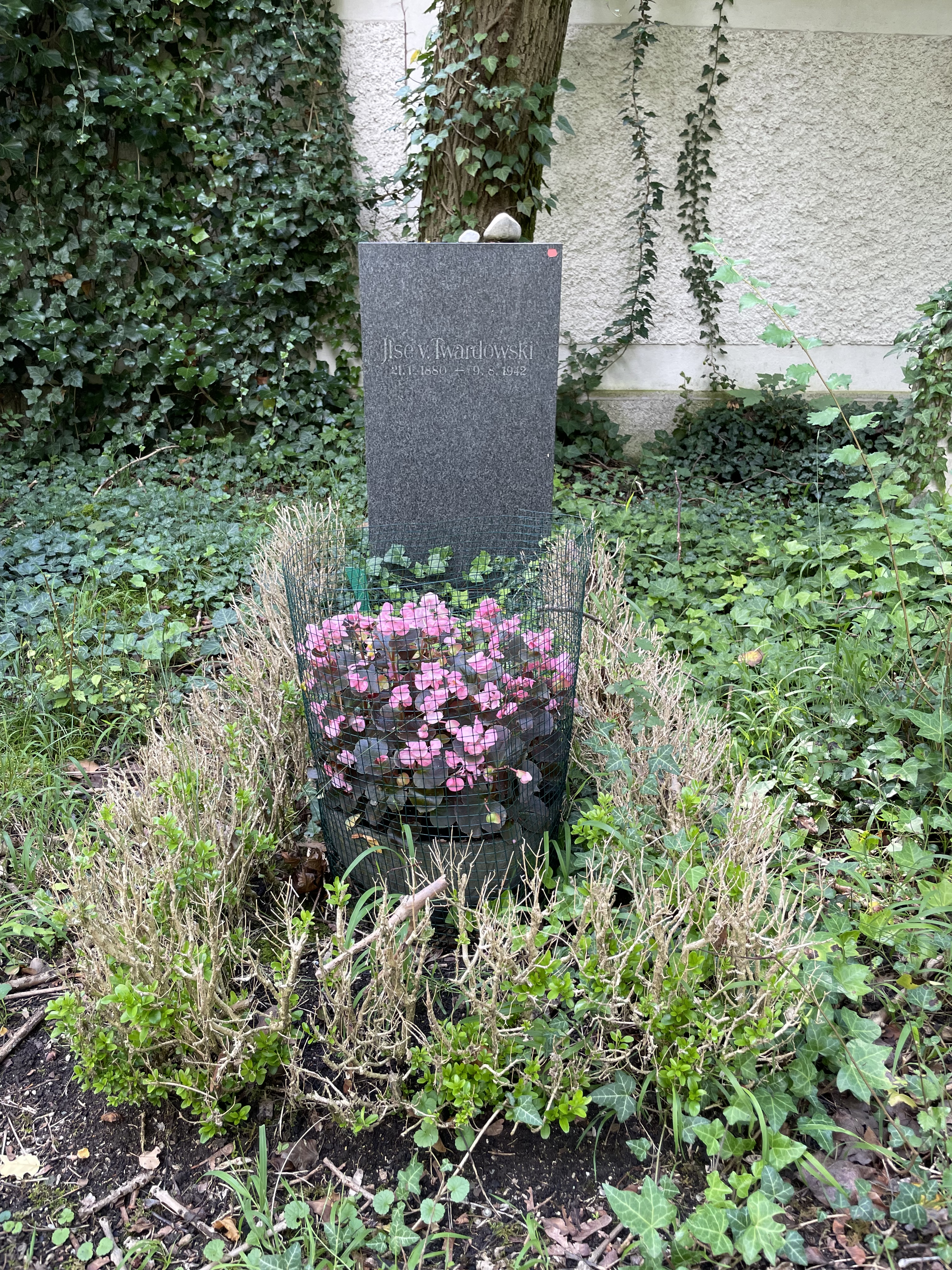
Grabstätte von Ilse von Twardowski-Conrat
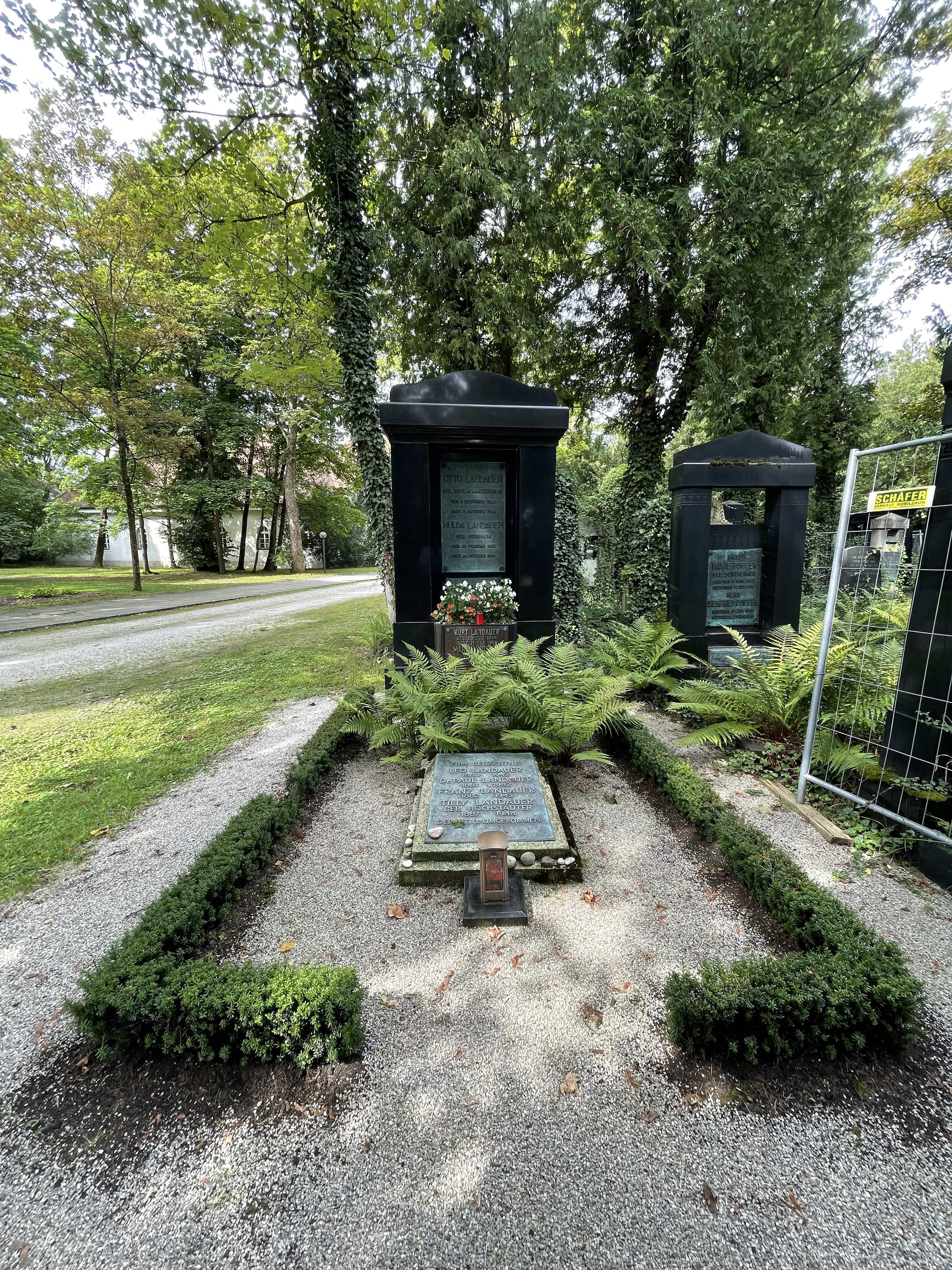
Grabstätte von Kurt Landauer
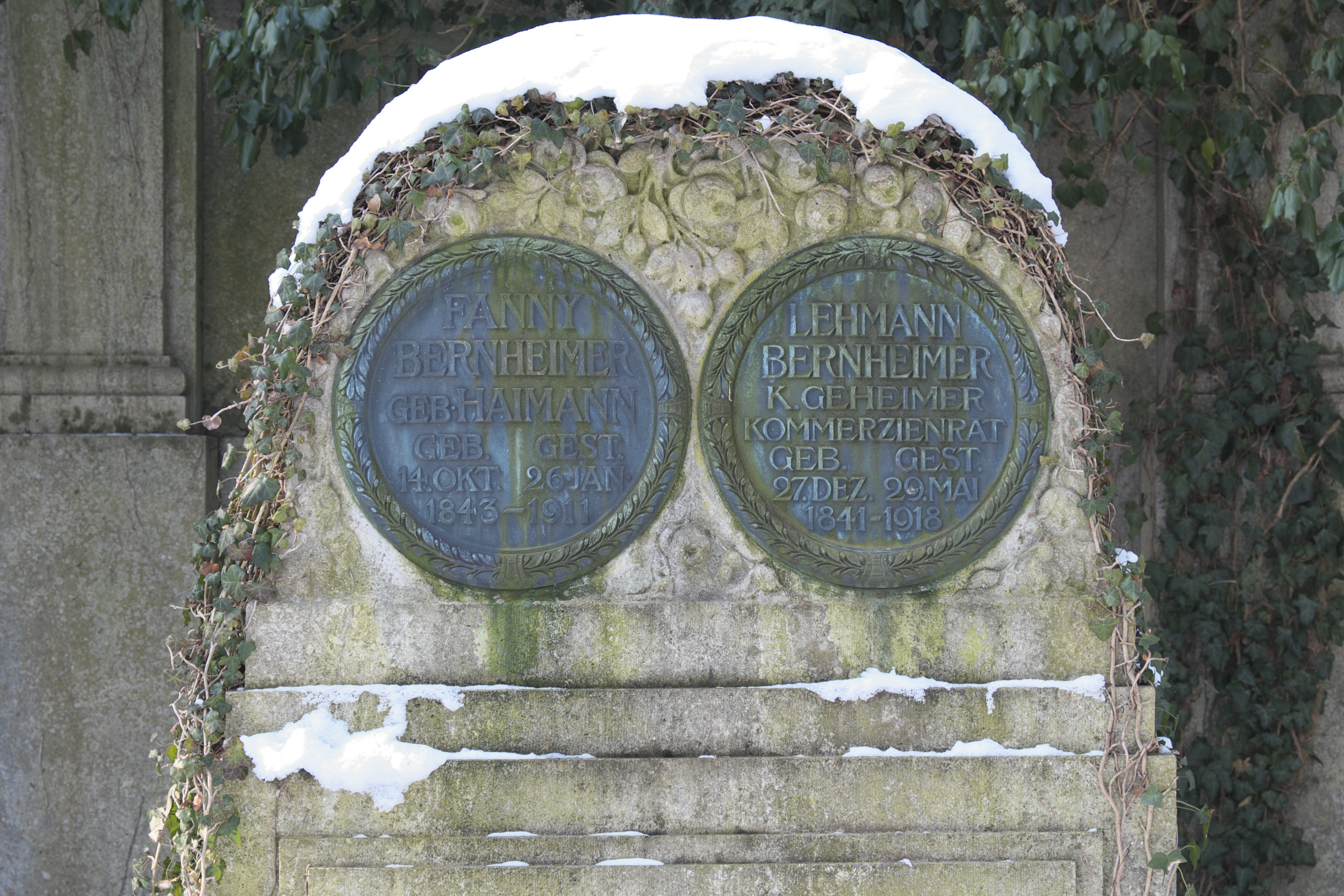
Grabstätte von Lehmann Bernheimer

- Lehmann Bernheimer (1841–1918), Kunsthändler, Bauherr des Bernheimer-Palais
- Hans Borchardt (1865–1917), Kunstmaler
- Leo Brauner (1898–1974), Botaniker und Direktor des Botanischen Gartens München
- Kurt Eisner (1867–1919), sozialistischer deutscher Politiker, bayerischer Ministerpräsident
- David Heinemann (1819–1902), Maler, Kunstexperte und Galerist (Galerie Heinemann mit vier Filialen)
- Towje Kleiner (1948–2012), Schauspieler und Drehbuchautor
- Hans Lamm (1913–1985), Abteilungsleiter der Münchner Volkshochschule, Präsident der Israelitischen Kultusgemeinde München
- Gustav Landauer (1870–1919), deutscher Schriftsteller und Theoretiker des Anarchismus
- Kurt Landauer (1884–1961), Präsident und postum Ehrenpräsident des FC Bayern München
- Johanna Lenz (1915–2010), deutsche Kunsthistorikerin
- Sonja Lerch (1882–1918), deutsche Sozialistin und Friedensaktivistin
- Eugen Leviné (1883–1919), Revolutionär und KPD-Politiker
- Peter Lilienthal (1927–2023), deutscher Filmregisseur
- Max Mannheimer (1920–2016), Holocaust-Überlebender
- Karl Neumeyer (1869–1941), deutscher Rechtswissenschaftler
- Abi Ofarim (1937–2018), Tänzer, Sänger, Gitarrist, Musikproduzent und Choreograph
- Joseph Schülein (1854–1938), Brauereibesitzer und Wohltäter für (Alt-)Haidhausen
- Henny Seidemann (1922–2012), Vorsitzende/Ehrenvorsitzende der Gesellschaft für Christlich-Jüdische Zusammenarbeit München-Augsburg-Regensburg, Bundesverdienstkreuz 1. Klasse, Bayerischer Verdienstorden, Medaille München leuchtet
- Simon Snopkowski (1925–2001), Chefarzt, Präsident der Israelitischen Kultusgemeinde in Bayern
- Julius Spanier (1880–1959), Kinderarzt, Senator, Präsident der Israelitischen Kultusgemeinde
- Ilse von Twardowski-Conrat (1880–1942)

## Sonstiges
Für Männer und verheiratete Frauen ist, wie auf jüdischen Friedhöfen generell, eine Kopfbedeckung üblich.